# Francesc de Paula Gambús i Millet
Francesc Gambús (Barcelona, 21 de maig del 1974 - Brussel·les, 23 de novembre de 2019) fou un eurodiputat català independent dins del Grup del Partit Popular Europeu.
Durant la VIII Legislatura del Parlament, Gambús fou membre titular de la Comissió de Medi Ambient, Salut Pública i Seguretat Alimentària i suplent de la Comissió d'Indústria, Recerca i Energia. A més, fou membre titular de la Delegació per a les Relacions amb els Països del Mashreq i de l'Assemblea Parlamentària de la Unió per la Mediterrània, així com suplent de la Delegació a l'Assemblea Parlamentària Paritària ACP-UE i de la Delegació per a les Relacions amb els Països del Magrib i la Unió del Magrib Àrab.

## Biografia
Llicenciat en Ciències Polítiques i de l'Administració, carrera cursada en dues etapes entre la Universitat Autònoma de Barcelona i la Universitat Oberta de Catalunya, per la qual n'era llicenciat. Educat en un context familiar i escolar cristians, en la seva etapa universitària, afirma que va sentir la necessitat de retornar a la comunitat part del que la comunitat li donava.

### Primera experiència al Parlament Europeu
L'any 1998 va començar a treballar amb l'eurodiputada Concepció Ferrer i Casals com a assistent al Parlament Europeu fins a l'any 2004. En aquesta etapa, en què va viure a Lovaina i Brussel·les, va presidir durant tres anys el Casal Català de Brussel·les. D'aquest període, Gambús diu que:
Professionalment, em va servir per introduir-me en el món de les institucions europees, treballant entre altres matèries, amb tot el relacionat amb la reunificació de la Unió Europea als països de l'Est, l'adequació de les estructures de la UE per a fer front a aquest gran repte i, en una altra dimensió, la cooperació per al desenvolupament. Aquest darrer tema no era el que més hores de feina s'emportava, però sense dubte, era el que més m'omplia.

### Trajectòria política
Després d'un període breu en què va treballar al grup parlamentari de Convergència i Unió al Congrés dels Diputats, va entrar a l'Ajuntament de Badalona, dirigint la regidoria de Comerç i Consum:
Allí vaig aprendre el valor d'aixecar la persiana cada matí, en un context d'inici de la greu crisi econòmica i financera que ens ha afectat els darrers anys. Badalona és una de les grans ciutats del país, potser la més castigada pel "desarrollismo" dels anys seixanta, amb grans cicatrius viàries que allunyen els barris perifèrics del centre. Però, alhora, els badalonins i badalonines estan ben orgullosos de ser-ne. Era una ciutat que sempre havia travessat, però des del 2007 és una ciutat que porto sempre al cor.
El març del 2010 li va ser encomanada la direcció de l'Institut d'Estudis Humanístics Miquel Coll i Alentorn (INEHCA), on havia realitzat les seves pràctiques de la carrera més de deu anys enrere.
A principis del 2010, la direcció d'Unió li va encarregar la coordinació amb CDC l'elaboració del programa electoral per a les eleccions nacionals de la tardor de 2010.
El desembre del 2010 es va incorporar a l'estructura del Govern com a cap de Gabinet de la vicepresidenta del Govern i consellera de Governació i Relacions Institucionals, Joana Ortega, i, el desembre de 2011, va ser nomenat director general de Relacions Exteriors del Govern, responsabilitat que va desenvolupar fins a principis d'abril del 2014, quan vaig deixar el càrrec per poder-se presentar a les eleccions al Parlament Europeu del 25 de maig de 2014.
Després de 21 anys de militància a Unió Democràtica de Catalunya, el 27 d'abril de 2016 va decidir deixar de ser-ne membre i en va exposar els motius en una carta pública publicada al seu blog. Va morir de forma sobtada als 45 anys a Brussel·les, en la matinada del 23 de novembre de 2019.

## La campanya dels 10.600 km
Francesc Gambús va ser escollit candidat d'Unió el 22 de febrer de 2014, per formar part de la candiatura de Coalició per Europa -formada per Convergència Democràtica, Unió Democràtica, el Partit Nacionalista Basc, Coalició Canària i Compromiso por Galicia- en el tercer lloc.
Gambús va fer una campanya electoral a les eleccions al Parlament Europeu del 25 de maig de 2014 basada en la proximitat i en #recorremelterritori. Tant és així, que el candidat va arribar a recórrer 10.600 km, visitant TOTES les comarques, 80 pobles i va fer 131 actes. Al seu blog, cada dia escrivia un post sobre la jornada i reflexions sobre les trobades i les temàtiques que es van anar tractant.
La nit del 25 de maig de 2014 va donar el tercer escó a Coalició per Europa i Francesc Gambús va ser escollit eurodiputat per a la legislatura de 2014-2019.

## Al Parlament Europeu
Estigué integrat dins del Grup del Partit Popular Europeu al Parlament Europeu.
Durant la VIII Legislatura del Parlament, Gambús fou membre titular de la Comissió de Medi Ambient, Salut Pública i Seguretat Alimentària i suplent de la Comissió d'Indústria, Recerca i Energia i de la Comissió d'Investigació sobre les Emissions en el sector de l'automòbil. A més, fou membre titular de la Delegació per a les Relacions amb els Països del Mashreq (Egipte, Jordània, Líban i Síria) i de l'Assemblea Parlamentària de la Unió per la Mediterrània, així com suplent de la Delegació a l'Assemblea Parlamentària Paritària ACP-UE, amb els països menys desenvolupats de l'Àfrica, el Carib i el Pacífic, i de la Delegació per a les Relacions amb els Països del Magrib i la Unió del Magrib Àrab (Magrib).
D'entre els temes territorials que va tractar, ha presentat nombroses preguntes sobre l'Ebre i els plans hidrològics nacionals, el cargol poma i la xylella fastidiosa, la pesca al Mediterrani, la fruita dolça, la crisi del sector lacti i el Corredor Mediterrani. Així mateix, els seus àmbits de treball són l'economia circular (investigació i indústria; canvi climàtic i emissions; gestió forestal; medi ambient), els consumidors (energia, sector primari, mercat digital i telecomunicacions, afers socials i drets) i la construcció del projecte europeu.

### L'aposta europea per l'economia circular
Va treballar en profunditat el paquet legislatiu sobre economia circular en el Parlament Europeu i els informes que se'n deriven.
| « | L'economia circular és un canvi de model productiu que, sota el paradigma de la sostenibilitat, se centra en reaprofitar els nostres recursos, fer la nostra economia sostenible i mantenir la capacitat de creació de riquesa en aquesta economia sostenible. Breument, la transició cap a l'economia circular és un canvi transversal de model econòmic, que es pot resumir en «les 4 Rs»: reparar, reciclar, reutilitzar i repensar. | » |

El 18 d'abril de 2018 el Parlament Europeu aprovava aquest paquet d'Economia Circular: 9 de cada 10 eurodiputats varen votar a favor d'un conjunt de mesures que significaven un pas fonamental en la lluita contra el canvi climàtic.